# Aarne Michaël Tallgren
Aarne Michaёl (Mikko) Tallgren (ur. 8 lutego 1885 w Ruovedelli, zm. 13 kwietnia 1945 w Helsinkach) – fiński archeolog.

## Życiorys
W latach 1920–1923 był profesorem uniwersytetu w Tartu, następnie w Helsinkach. Badał pradzieje Europy Wschodniej, założył i redagował rocznik archeologiczny "Eurasia Septemtrionalis Antiqua" (t. 1–12, 1927–1938).